# New Mexico State Route 28
Die New Mexico State Route 28 (kurz NM 28) ist eine State Route im US-Bundesstaat New Mexico, die in Nord-Süd-Richtung verläuft.
Die State Route beginnt an der Grenze zu Texas nahe La Unión und endet nach 48 Kilometern in Las Cruces an der New Mexico State Route 478. In La Unión zweigt die New Mexico State Route 273 ab sowie westlich von Anthony die NM 225. Kurz vor Las Cruces trifft die NM 28 auf die Interstate 10.
In ihrem ganzen Verlauf führt sie parallel zum Rio Grande, den sie südlich von Las Cruces überquert.